# Friedrich Nagel
Friedrich Gottlieb Nagel (1864-1907) was een Duits zakenman en oprichter van Kuehne + Nagel. Hij richtte dit logistiek bedrijf op in 1890 in Bremen, samen met August Kühne. Na Nagels vroegtijdige overlijden kwam het bedrijf geheel in handen van Kühne.